# قائمة الكنائس في المغرب
يوجد بالمغرب أكثر من 30 كنيسة تمثل الطوائف المسيحية الثلاثة الأرثوذكسية والكاثوليكية والبروتستانتية.

## قائمة الكنائس الكاثوليكية
أنظر أيضا: الكنيسة الكاثوليكية في المغرب

### أبرشية الرباط
أنظر أيضا: الأبرشية الرومانية الكاثوليكية في الرباط

### قائمة الكنائس في أبرشية الرباط
الدار البيضاء
- كنيسة سيدة لورد
- كنيسة أنفا معاريف
- كنيسة الكرمل القديس يوسف
- كنيسة الملك المسيح
- كنيسة القديس فرنسيس الأسيزي
- كاتدرائية القلب المقدس
- كنيسة القديس يعقوب
- برشيد :
- كنيسة القديس سان لويس

الرباط
- كاتدرائية القديس بطرس
- كنيسة القديس بيوس العاشر
- كنيسة القديس فرنسيس الأسيزي
- كنيسة سيدة السلام

أغادير
- كنيسة القديسة حنة

مراكش
- كنيسة الشهداء القديسين

مكناس
- كنيسة نوتردام دي أوليفييه

فاس
- كنيسة القديس فرنسيس الأسيزي

العيون
- كاتدرائية القديس فرنسيس الأسيزي

الجديدة
- كنيسة القديس برنارد

بركان
- كنيسة سانت أنييس

تطوان

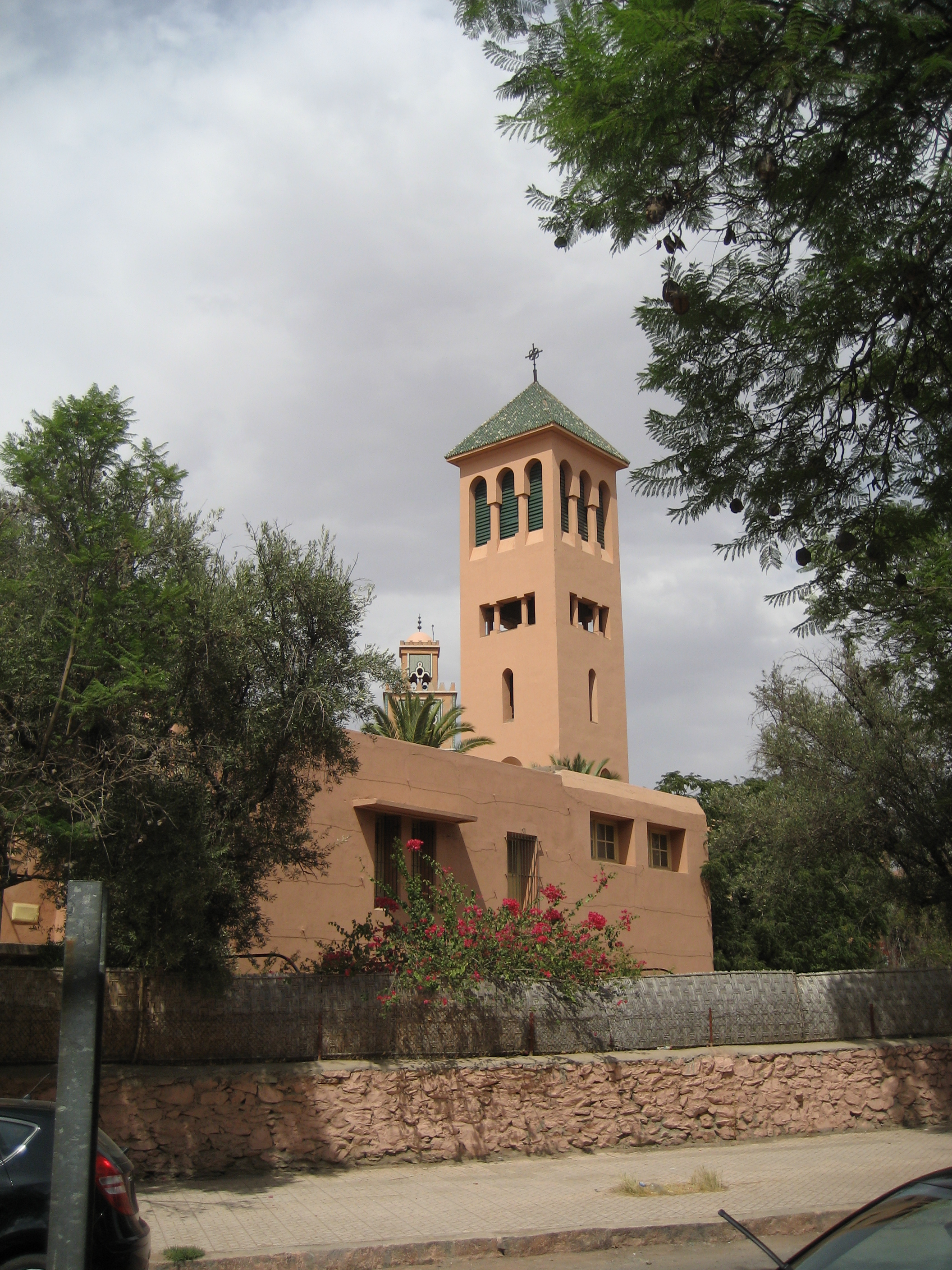
كنيسة الشهداء القديسين في مراكش

- كنيسة نويسترا سينورا دي لاس فيكتورياس

الداخلة
- كنيسة سيدة جبل الكرمل

### أبرشية طنجة
أنظر أيضا: أبرشية طنجة
- كنيسة الروح القدس
- كاتدرائية الانتقال
- كنيسة الحبل بلا دنس

## قائمة الكنائس البروتستانتية
أنظر أيضا: البروتستانتية في المغرب
- كنيسة القديس أندروالانجليكانية في طنجة
- كنيسة يوحنا الانجيلي الانجليكانية - الدار البيضاء [2]
- الكنيسة الإنجيلية في المغرب [3]
- الكنيسة البروتستانتية الدولية بمراكش[4]
- كاتدرائية القديس بطرس (الرباط)[5]
- كنيسة الحياة المثمرة الدار البيضاء [6]

## قائمة الكنائس الأرثوذكسية
قائمة الكنائس الأرثوذكسية الشرقية 
أنظر أيضا: الكنيسة الروسية الأرثوذكسية في الرباط
- كنيسة القيامة الأرثوذكسية الروسية بالرباط
- كنيسة رقاد والدة الإله الروسية الأرثوذكسية في الدار البيضاء
- كنيسة البشارة للروم الأرثوذكس (التابعة لكنيسة الروم الأرثوذكس بالإسكندرية) بالدار البيضاء